# Mignonnes
Mignonnes (no Brasil: Lindinhas) é um controverso filme dramático escrito e dirigido por Maïmouna Doucouré, em sua estreia como diretora. O filme é estrelado por Fathia Youssouf, Médina El Aidi-Azouni e Maïmouna Gueye, nos papéis principais. É sobre uma menina muçulmana senegalesa que está dividida entre dois lados contrastantes: os valores tradicionais e a cultura da internet, ao mesmo tempo que fala sobre a hipersexualização de meninas pré-adolescentes. Ele estreou no setor da Competição Global de Filmes Dramáticos do Festival de Cinema de Sundance 2020 em 23 de janeiro e ganhou o prêmio do Júri de Direção, elogiando o roteiro do filme.

## Elenco
- Fathia Youssouf como Amy.
- Médina El Aidi-Azouni como Angelica.
- Maïmouna Gueye como Mariam.
- Esther Gohourou como Coumba.
- Ilanah Cami-Goursolas como Jess.
- Myriam Hamma como Yasmine.
- Mbissine Therese Diop como A Tia.
- Demba Diaw como Ismael.
- Mamadou Samaké como Samba.

## Lançamento
O filme foi lançado pela primeira vez no Festival de Cinema de Sundance em 23 de janeiro de 2020, e Doucouré ganhou o prêmio do diretor na categoria World Cinema Drama. Foi lançado pela BAC Films na França em 19 de agosto de 2020 e internacionalmente na Netflix em 9 de setembro de 2020.

## Resposta crítica
No Rotten Tomatoes, o filme detém uma taxa de aprovação de 85% com base em 62 avaliações, com uma média de 6,98 / 10. Os críticos do site o descreveram como: "Um olhar cuidadoso sobre as complexidades da infância na era moderna, Cuties é um filme de amadurecimento que confronta seus temas com pungência e nuances."

## Prêmios
| Prêmio                    | Categoria                     | Resultado |
| ------------------------- | ----------------------------- | --------- |
| Generation Prize          | Melhor filme                  | Nomeado   |
| Festival de Sundance 2020 | Prêmio de direção dramática   | Vencedor  |
| Festival de Sundance 2020 | Grande Prêmio do Júri - Drama | Nomeado   |
| Crystal Bear              | Generation Kplus—Best Film    | Nomeado   |

## Controvérsias
Em janeiro de 2020, antes da estreia do filme no Festival Sundance de Cinema, a Netflix comprou os direitos internacionais do filme, exceto na França. Após a divulgação do lançamento internacional de Mignonnes, em 9 de setembro de 2020, o filme foi alvo de controvérsias na imprensa internacional, com críticas que associavam o filme com apologia à pedofilia, o que desencadeou campanhas que pediam o cancelamento de assinaturas na Netflix.
 

Na América Latina, a hashtag #NetflixPedofilia ficou entre os assuntos mais comentados do Twitter antes do lançamento do filme. Na Turquia, o Ministério da Família pediu ao Conselho Supremo de Rádio e Televisão (RTÜK) que avaliasse o filme e tomasse as medidas necessárias. Posteriormente, a RTÜK exigiu que o filme fosse removido do catálogo da Netflix no país. A Netflix removeu o filme do catálogo da Turquia dois dias antes do seu lançamento. Apesar das controvérsias, o filme ficou entre os 5 mais exbidos da Netflix nos Estados Unidos, bem como entre os 10 mais exibidos em outros 17 países. Em resposta às críticas, a Netflix emitiu nota afirmando que:
| “ | Mignonnes é um comentário social contra a sexualização de crianças. É um filme premiado e uma história poderosa sobre a pressão que jovens meninas enfrentam nas redes sociais e também da sociedade. Nós encorajaríamos qualquer pessoa que se preocupa com essas questões importantes a assistir ao filme. | ” |

### Respostas políticas no Brasil
No Brasil, a ministra Damares Alves, do Ministério da Mulher, da Família e dos Direitos Humanos, pediu que seus auxiliares estudassem medidas judiciais ou administrativas para que o filme fosse retirado do ar. As críticas da ministra foram repercutidas pela Secretaria de Comunicação Social (Secom), que pediu a suspensão do filme no Brasil e que as responsabilidades da Netflix fossem apuradas. O deputado federal Eduardo Bolsonaro (PSL-SP) afirmou, em seu perfil no Twitter, que propósito do filme é normalizar a pedofilia.
Uma ação judicial movida pela organização religiosa Templo Planeta do Senhor pediu a censura do filme, alegando que as "vestimentas sensuais, blusas curtas e calças apertadas" utilizadas em Mignonnes são um "prato cheio para a pedofilia". O pedido foi negado em liminar pelo juiz Luiz Fernando Rodrigues Guerra, da 5ª Vara da Fazenda Pública de São Paulo, que afirmou ser indefensável e inconstitucional o pedido de censura. Foi o segundo processo judicial movido pelo Templo Planeta do Senhor contra produções da Netflix, sendo o primeiro feito em julho de 2020, no qual a organização religiosa solicitou censura ao especial de natal A Primeira Tentação de Cristo, produzido em parceria com o grupo humorístico Porta dos Fundos, ação na qual também não obteve êxito.

### Respostas políticas nos Estados Unidos
O senador americano Josh Hawley, do Missouri, convidou, por meio de um tweet, a Netflix para discutir o filme. O senador americano Mike Lee, de Utah, enviou uma carta diretamente ao CEO da Netflix, Reed Hastings, e solicitou "uma explicação sobre as opiniões sobre se a exploração potencial de menores neste filme constitui ou não um comportamento criminoso". O deputado estadunidense e ex-candidato democrata Tulsi Gabbard, do Havaí, classificou explicitamente o filme como "pornografia infantil" e disse, ainda, que Mignonnes "aguçaria o apetite dos pedófilos [e] ajudaria a alimentar o comércio de tráfico sexual infantil"  O senador americano Ted Cruz, do Texas, enviou uma carta ao Departamento de Justiça dos Estados Unidos para "investigar se a Netflix, seus executivos ou os cineastas violaram quaisquer leis federais contra a produção e distribuição de pornografia infantil".
A democrata Christine Pelosi, filha da presidente da Câmara dos Estados Unidos Nancy Pelosi, afirmou que o filme "hiperssexualiza garotas da idade da minha filha, sem dúvida para o deleite de pedófilos como aqueles que eu processei". O senador Tom Cotton, do Arkansas, e o deputado Jim Banks, do Indiana, também criticaram o filme em declarações separadas, pedindo que o Departamento de Justiça tomasse medidas legais contra a Netflix, com Cotton afirmando que "não há desculpa para a sexualização de crianças e a decisão da Netflix de promover o filme Cuties é nojento, na melhor das hipóteses, e um crime grave na pior ". Os representantes Ken Buck, do Colorado, e Andy Biggs, do Arizona, também pediram que o Departamento de Justiça investigasse o filme. Os procuradores-gerais dos estados de Ohio, Flórida, Louisiana e Texas também escreveram uma carta à Netflix solicitando a remoção do filme do catálogo. Donald Trump Jr., filho do presidente Donald Trump, também condenou o filme em um evento de campanha política no Arizona.